# Przed ołtarzem
Przed ołtarzem (tytuł oryg. Kiss the Bride) – film fabularny (komedia romantyczna) produkcji amerykańskiej powstały w 2007 roku.

## Obsada aktorska
- Tori Spelling – Alex
- Philipp Karner – Matt
- James O'Shea – Ryan
- Joanna Cassidy – Evelyn
- Garrett M. Brown – Gerald
- Tess Harper – Barbara
- Robert Foxworth – Wayne
- E.E. Bell – Dan
- Amber Benson – Elly
- Steve Sandvoss – Sean
- Michael Medico – Chris
- Dean McDermott – Plumber
- Charlie David – Joey
- Kyle Davis – oficer Harley

## Zarys fabuły
W szkole średniej Matta i Ryana łączyło uczucie głębsze niż przyjaźń. Dziesięć lat później Matt otrzymuje zaproszenie na ślub Ryana. Ze zdumieniem odkrywa, że ten się żeni. Decyduje się nie dopuścić do wstąpienia pary w związek małżeński, chce bowiem odratować swój związek z Ryanem.

## Ścieżka dźwiękowa
- "U Found Me" (Levi Kreis, Darci Monet) – Levi Kreis
- "Hardly A Hero" (Kreis, Monet) – Levi Kreis
- "We're Okay" (Kreis) – Levi Kreis (ze sceny wieńczącej film)
- "Drive" – Brian Kent[2]